# Laghi di Caldirolo
I Laghi di Caldirolo sono un gruppo di laghetti alpini delle Orobie dell'alta Val Brembana che si adagiano sulla pancia est del Monte Chierico, in Val Sambuzza. Racchiudono acque provenienti dallo scioglimento delle nevi, piovana e di piccole falde, che a sua volta si riversa nel sottostante Lago di Valle Sambuzza.

## Accessi
È possibile raggiungerli per la via più breve partendo da Carona, in alta Val Brembana, da dove si prende il sentiero per il Rifugio Fratelli Calvi (strada carrabile parzialmente cementata in alcuni tratti). 
Si attraversa l'abitato di Pagliari e si prosegue lungo la carrabile. Si passa una cascata e poco più avanti, passato un doppio tornante, si lascia la carrabile e, in prossimità della fontanella in legno, si prende il sentiero a sinistra in direzione Val Sambuzza / Passo di Publino.
Si prosegue lungo il sentiero attraverso un bosco e si passano diverse baite fino a superare definitivamente l'ultimo tratto di bosco in prossimità del Baitone.
Il sentiero prosegue su per la Val Sambuzza fino a raggiungere un primo pianoro. Attraversato il prato si prosegue sul sentiero che continua in salita fino al Lago di Valle Sambuzza. Da qui si sale in direzione ovest verso la conca che si apre ai piedi del Monte Chierico che ospita i laghetti.